# ATC kód A12
ATC kód A12 Náhrady minerálních prvků je hlavní terapeutická skupina anatomické skupiny A. Trávicí ústrojí a metabolismus.

## A12A Vápník

### A12AA Vápník
A12AA03 Glukonát vápenatý
A12AA04 Uhličitan vápenatý
A12AA07 Chlorid vápenatý
A12AA20 Vápník (různé soli v kombinaci)

### A12AX Vápník, kombinace s jinými léčivy
A12AX Vápník v kombinaci s jinými léčivy

## A12B Draslík

### A12BA Draslík
A12BA Draslík
A12BA01 Chlorid draselný

## A12C Jiné minerální doplňky

### A12CBZinek
A12CB01 Síran zinečnatý

### A12CCHořčík
A12CC02 Síran hořečnatý
A12CC06 Mléčnan hořečnatý
A12CC09 Orotát hořečnatý
A12CC30 Hořčík (různé soli v kombinaci)

### A12CX Jiné minerální produkty
A12CX	Jiné minerální produkty

## Poznámka
- Registrované léčivé přípravky na území České republiky.
- Informační zdroj: Státní ústav pro kontrolu léčiv, Všeobecná zdravotní pojišťovna.